# Mục Phu II
Mục Phu II (Boötes II hay Boo II) là tên của một thiên hà lùn hình cầu nằm trong chòm sao Mục Phu và được phát hiện vào năm 2007 theo như dữ liệu của trạm quan sát Sloan Digital Sky Survey. Thiên hà này nằm cách mặt trời 42000 parsec và di chuyển hướng về mặt trời với vận tốc là 120 km/s. Nó được phân loại là thiên hà lùn hình cầu, nghĩa là nó có một hình gần giống hình tròn với một bán kính 51 parsec với ánh sáng chập chờn.
Boötes II là một trong những vật thể chung quanh mờ nhạt nhất của Ngân Hà. Độ sáng của nó tương đương với 1000 mặt trời cấp sao biểu kiến của nó là 2.7), thấp hơn so với phần đông của các cụm sao cầu.
Những ngôi sao của thiên hà lùn này chứa hầu như là những ngôi sao già hình thành từ 10 đến 12 tỉ tỉ năm về trước., tuy chiếm phần đông nhưng mật độ của nó là vừa phải. Và độ kim loại của chúng thì khá thấp, ở mức [Fe/H]=−1.8. Nghĩa là chúng chứa các nguyên tố nặng ít hơn mặt trời đến 80 lần. Hiện tại, vẫn không có bất kì một ngôi sao nào được hình thành bên trong thiên hà này.
Boötes II nằm cách thiên hà lùn Boötes I của nó là khoảng 1600 parsec.

## Dữ liệu hiện tại
Theo như quan sát, đây là thiên hà lùn thuộc chòm sao Mục Phu và dưới đây là một số dữ liệu khác:
Xích kinh 13h 58m 00s
Độ nghiêng +12° 51′ 00″
Cấp sao biểu kiến 5.8 ± 0.5
Kích thước biểu kiến 8.0+2.2
−2.8′